# 新阿瓜多西
新阿瓜多西是巴西北大河州的一个市镇。总面积50.683平方公里，总人口2951人，人口密度58.2人/平方公里。